# In Silence
In Silence är den norska gruppen Fra Lippo Lippis debutalbum, utgivet 1981 på skivbolaget Uniton. Albumets gotiska postpunksound var starkt influerat av band som Joy Division och The Cure.
In Silence återutgavs 2003 tillsammans med gruppens andra album Small Mercies som albumet The Early Years.

## Låtförteckning
Alla låtar är skrivna och komponerade av Rune Kristoffersen, utom "Recession", av Kristoffersen and Morten Sjøberg. 
| 1. | Out of the Ruins   | 3:17 |
| 2. | A Moment Like This | 3:34 |
| 3. | In Silence         | 4:37 |
| 4. | Recession          | 6:18 |

| 1. | The Inside Veil | 4:24 |
| 2. | I Know          | 4:27 |
| 3. | Quiet           | 3:34 |
| 4. | Lost            | 7:30 |

## Medverkande
Fra Lippo Lippi
- Rune Kristoffersen
- Morten Sjøberg